# Tuffi ai campionati mondiali di nuoto 2023 - Trampolino 3 metri sincro femminile
La gara dei tuffi dal trampolino 3 metri sincro femminile dei campionati mondiali di nuoto 2023 è stata disputata il 17 luglio 2023 presso la Piscina della Prefettura di Fukuoka di Fukuoka . La gara, alla quale hanno preso parte 18 coppie di atlete provenienti da altrettante nazioni, si è svolta in due turni, in ognuno dei quali le coppie hanno eseguito una serie di cinque tuffi.
La competizione è stata vinta dalla coppia cinese Chang Yani e Chen Yiwen, mentre l'argento e il bronzo sono andati rispettivamente alle britanniche Yasmin Harper e Scarlett Mew Jensen e alle italiane Elena Bertocchi e Chiara Pellacani. Le prime tre coppie classificate hanno anche ottenuto il pass per le Olimpiadi di Parigi 2024.

## Programma
| Data           | Ora (UTC+9) | Turno       |
| -------------- | ----------- | ----------- |
| 17 luglio 2023 | 09:00       | Preliminari |
| 17 luglio 2023 | 15:30       | Finale      |

## Risultati
| Oro     | Cina          | Chang Yani Chen Yiwen                | 327,42 | 1  | 341,94          | 1               |                 |                 |                 |                 |
| Argento | Gran Bretagna | Yasmin Harper Scarlett Mew Jensen    | 294,72 | 3  | 296,58          | 2               |                 |                 |                 |                 |
| Bronzo  | Italia        | Elena Bertocchi Chiara Pellacani     | 277,41 | 6  | 285,99          | 3               |                 |                 |                 |                 |
| 4       | Stati Uniti   | Sarah Bacon Kassidy Cook             | 307,29 | 2  | 285,39          | 4               |                 |                 |                 |                 |
| 5       | Canada        | Mia Vallée Pamela Ware               | 275,73 | 7  | 284,22          | 5               |                 |                 |                 |                 |
| 6       | Australia     | Brittany O'Brien Georgia Sheehan     | 275,40 | 8  | 279,60          | 6               |                 |                 |                 |                 |
| 7       | Messico       | Arantxa Chávez Paola Pineda Vazquez  | 282,30 | 4  | 274,50          | 7               |                 |                 |                 |                 |
| 8       | Malaysia      | Ng Yan Yee Nur Dhabitah Sabri        | 278,43 | 5  | 272,94          | 8               |                 |                 |                 |                 |
| 9       | Germania      | Lena Hentschel Jana Lisa Rother      | 261,60 | 9  | 272,67          | 9               |                 |                 |                 |                 |
| 10      | Paesi Bassi   | Inge Jansen Celine van Duijn         | 259,80 | 10 | 264,00          | 10              |                 |                 |                 |                 |
| 11      | Svezia        | Emilia Nilsson Garip Elna Widerström | 257,82 | 11 | 258,90          | 11              |                 |                 |                 |                 |
| 12      | Corea del Sud | Kim Su-ji Park Ha-reum               | 255,84 | 12 | 194,04          | 12              |                 |                 |                 |                 |
| 13      | Brasile       | Anna Santos Luana Lira               | 240,00 | 13 | Non qualificate | Non qualificate | Non qualificate | Non qualificate | Non qualificate | Non qualificate |
| 14      | Francia       | Jade Gillet Nais Gillet              | 235,44 | 14 | Non qualificate | Non qualificate | Non qualificate | Non qualificate | Non qualificate | Non qualificate |
| 15      | Cuba          | Anisley García Navarro Prisis Ruiz   | 232,80 | 15 | Non qualificate | Non qualificate | Non qualificate | Non qualificate | Non qualificate | Non qualificate |
| 16      | Nuova Zelanda | Elizabeth Roussel Maggie Squire      | 230,40 | 16 | Non qualificate | Non qualificate | Non qualificate | Non qualificate | Non qualificate | Non qualificate |
| 17      | Sudafrica     | Bailey Heydra Zalika Methula         | 220,14 | 17 | Non qualificate | Non qualificate | Non qualificate | Non qualificate | Non qualificate | Non qualificate |
| 18      | Macao         | Choi Sut Kuan Zhao Hang U            | 181,95 | 18 | Non qualificate | Non qualificate | Non qualificate | Non qualificate | Non qualificate | Non qualificate |